# Ponzibedrägeri

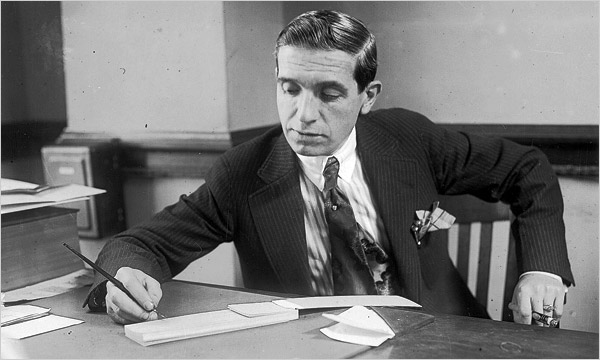
Charles Ponzis affärer med internationella svarskuponger gav upphov till benämningen ponzibedrägeri.

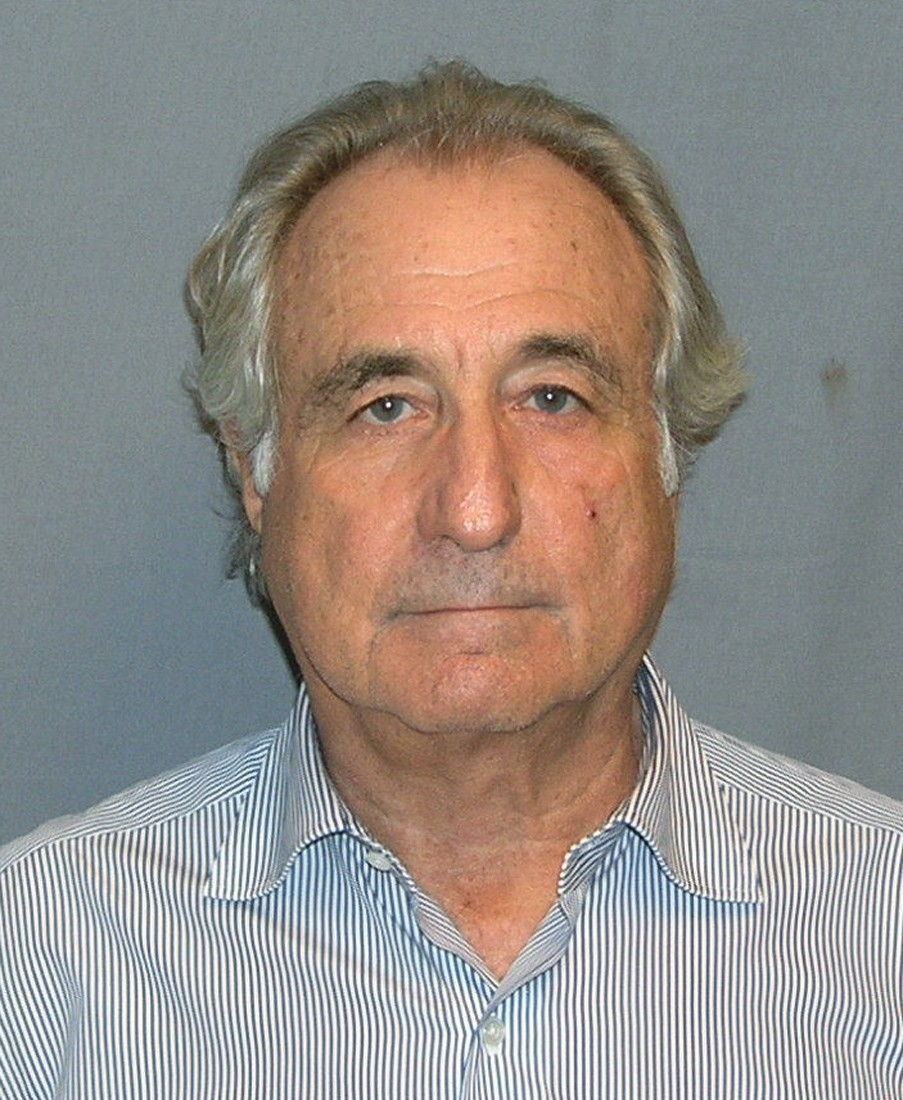
Bernard Madoff drev vad som beskrivits som världens största Ponzibedrägeri, som pågick i nära 50 år, och dömdes till 150 år i fängelse sedan finanskrisen 2007-2008 avslöjat verksamhetens innehåll.

Ponzibedrägeri (engelska: Ponzi scheme) är en form av investeringsbedrägeri som attraherar investerare genom att utlova hög avkastning, men som istället för att generera verklig avkastning på insatt kapital använder detta till utbetalningar och för att hålla bedrägeriet igång.
Ytligt sett kan ett Ponzibedrägeri tyckas vara ett slags pyramidspel, men det finns skillnader. I ett pyramidspel är varje deltagare beroende av att själv rekrytera nya deltagare vilket är mer eller mindre uttalat, men i ett Ponzibedrägeri erbjuds deltagarna avkastning utan några rekryteringskrav. Ett pyramidspel växer snabbt i omfattning och det är de som anslutit sig sist som blir de största förlorarna medan de tidigaste investerarna blir säkrare och säkrare. Ett Ponzibedrägeri - där Bernard Madoff är det värsta förverkligade fallet - kan växa i omfattning under lång tid och endast de som dragit sig ur och realiserat sin vinst före kollapsen kan undgå att bli förlorare. Möjligen kan pyramidspel betraktas som en form av Ponzibedrägeri, beroende på deltagarnas grad av delaktighet.
Folklustspelet Ebberöds bank där man ger åtta procent i ränta på inlåning och tar fyra procent i utlåning beskriver i grunden ett klassiskt Ponzibedrägeri. Då kostnaderna för inlåning aldrig går att täcka med inkomster från utlåning av samma kapital uppstår ett underskott som betalas med insatta medel. 

## Historik
Bedrägeriet är uppkallat efter den italiensk-amerikanske immigranten Charles Ponzi som 1920 utgav sig kunna göra stora arbitragevinster på internationella svarskuponger och fick med sig stora mängder av investerare. Ponzi påstod sig kunna göra stora vinster genom att till en relativt låg styckekostnad köpa internationella svarskuponger utgivna i Italien, för att sedan lösa in kupongerna i USA mot  frimärken till ett högre värde, vilka i sin tur skulle säljas vidare. För att motsvara den omfattning som Ponzi hävdade att han handlade för borde antalet internationella svarskuponger i omlopp varit uppe i 160 miljoner, men i realiteten omsattes det aldrig fler än cirka 27 000 svarskuponger. Ponzi dömdes till slut i både delstatlig och federal domstol och satt i fängelse till 1934, varefter han deporterades till Italien.

## Exempel
- Bernard Madoff,[1] en amerikan som höll igång vad som uppskattas vara världens största ponzibedrägeri från tidigt 1960-tal till 2008.

- Allen Stanford,[2] amerikan och styrelseordförande för Stanford Financial, åtalades 2009 för att bedrivit ett av världens mest omfattande ponzibedrägerier.

- Kevin Foster(en),[3] en brittisk tidigare taxichaufför som från att ha drivit tipsbolag tillsammans med vänner och kollegor omvandlade verksamheten till KF Concepts, ett ponzibedrägeri som existerade mellan 2001 och 2004.

- Dona Branca(en) (Maria Branca dos Santos), en portugisisk kvinna även kallad folkets bankir höll igång ett ponzibedrägeri mellan 1970 och 1984 som utlovade 10 procents ränta per månad.[4]

- Habo Finans,[5][6] svenskt finansbolag utan tillstånd att bedriva värdepappersrörelse som utåt försökte upprätthålla sken av att man kunde leverera en högre avkastning än vad man egentligen förmådde prestera.